# Guatemala (departement)
Guatemala is een departement van het gelijknamige land Guatemala, gelegen in het midden van het zuiden van het land. De hoofdstad van het departement is Guatemala-Stad, dat ook de nationale hoofdstad is.
Het departement bestrijkt een oppervlakte van 2126 km². Met een inwoneraantal van 3.015.081 (2018) is Guatemala veruit het meest en dichtst bevolkte departement van het land.

## Gemeenten
Het departement is ingedeeld in zeventien gemeenten:
- Amatitlán
- Chinautla
- Chuarrancho
- Fraijanes
- Guatemala-Stad
- Mixco
- Palencia
- San José del Golfo
- San José Pinula
- San Juan Sacatepéquez
- San Miguel Petapa
- San Pedro Ayampuc
- San Pedro Sacatepéquez
- San Raymundo
- Santa Catarina Pinula
- Villa Canales
- Villa Nueva

Alta Verapaz · Baja Verapaz · Chimaltenango · Chiquimula · El Progreso · Escuintla · Guatemala · Huehuetenango · Izabal · Jalapa · Jutiapa · Petén · Quetzaltenango · Quiché · Retalhuleu · Sacatepéquez · San Marcos · Santa Rosa · Sololá · Suchitepéquez · Totonicapán · Zacapa